# Europese kampioenschappen veldrijden 2019
De Europese kampioenschappen veldrijden 2019 waren de 17de editie van de Europese kampioenschappen veldrijden georganiseerd door de UEC. De kampioenschappen vonden plaats op zaterdag 9 november en zondag 10 november 2019 in het Italiaanse Silvelle di Trebaseleghe. Het toernooi werd deze keer uitgebreid met een wedstrijd voor meisjes junioren.
Het kampioenschap bestond uit de volgende categorieën:
| • Mannen elite (23 jaar en ouder)   | 0000 1997 en ouder |
| • Mannen beloften (19 t/m 22 jaar)  | 0000 1998 - 2001   |
| • Jongens junioren (17 t/m 18 jaar) | 0000 2002 - 2003   |
|                                     |                    |
| • Vrouwen elite (23 jaar en ouder)  | 0000 1997 en ouder |
| • Vrouwen beloften (19 t/m 22 jaar) | 0000 1998 - 2001   |
| • Meisjes junioren (17 t/m 18 jaar) | 0000 2002 - 2003   |

## Programma
Alle tijden zijn lokaal (UTC+1).
| Datum                    | Tijd          | Categorie |
| ------------------------ | ------------- | --- |
| Zaterdag 9 november 2019 | 09:00 - 09:30 | Mannen masters 75+ Mannen masters 70-74 Mannen masters 65-69 Vrouwen masters 70+ Vrouwen masters 65-69 Vrouwen masters 60-64 Vrouwen masters 55-59 Vrouwen masters 50-54 |
| Zaterdag 9 november 2019 | 10:00 - 10:40 | Mannen masters 55-59 Mannen masters 60-64 Vrouwen masters 35-39 Vrouwen masters 40-44 Vrouwen masters 45-49                                                              |
| Zaterdag 9 november 2019 | 13:15 - 13:45 | Mannen 45-49 Mannen 50-54 |
| Zaterdag 9 november 2019 | 14:15 - 14:55 | Mannen 35-39 Mannen 40-44 |
| Zondag 10 november 2019  | 09:00 - 09:40 | Meisjes junioren |
| Zondag 10 november 2019  | 09:50 - 10:35 | Jongens junioren |
| Zondag 10 november 2019  | 11:00 - 11:55 | Vrouwen beloften |
| Zondag 10 november 2019  | 12:20 - 13:20 | Mannen beloften |
| Zondag 10 november 2019  | 13:50 - 14:50 | Vrouwen elite |
| Zondag 10 november 2019  | 15:20 - 16:20 | Mannen elite |

## Belgische en Nederlandse selectie

### België
- Mannen elite − Toon Aerts, Quinten Hermans, Eli Iserbyt, Tim Merlier, Daan Soete, Laurens Sweeck, Michael Vanthourenhout en Gianni Vermeersch (reserves: Jens Adams, Nicolas Cleppe en Tom Meeusen)
- Vrouwen elite − Sanne Cant, Alicia Franck, Loes Sels, Joyce Vanderbeken, Ellen Van Loy en Laura Verdonschot
- Mannen beloften − Yentl Bekaert, Jarno Bellens, Andreas Goeman, Timo Kielich, Gerben Kuypers, Toon Vandebosch en Niels Vandeputte
- Vrouwen beloften − Kiona Crabbé en Marthe Truyen
- Jongens junioren − Lennert Belmans, Ward Huybs, Yorben Lauryssen, Jente Michiels, Thibau Nys, Jetze Van Campenhout en Emiel Verstrynge
- Meisjes junioren − Julie Brouwers, Julie De Wilde, Julie Roelandts en Sterre Vervloet[2]

Bondscoach: Sven Vanthourenhout

### Nederland
- Mannen elite − Mathieu van der Poel, Lars van der Haar, Corné van Kessel, Joris Nieuwenhuis en David van der Poel
- Vrouwen elite − Annemarie Worst, Maud Kaptheijns, Yara Kastelijn, Geerte Hoeke en Sophie de Boer
- Mannen beloften − Ryan Kamp, Tim van Dijke, Kyle Achterberg, Pim Ronhaar en Luke Verburg
- Vrouwen beloften − Ceylin del Carmen Alvarado, Inge van der Heijden, Manon Bakker en Aniek van Alphen
- Jongens junioren − Hugo Kars, Tibor del Grosso, Danny van Lierop, Joost Brinkman, Bailey Groenendaal, Salvador Alvarado en Levi van Hoften
- Meisjes junioren − Shirin van Anrooij, Puck Pieterse, Isa Nomden, Sofie van Rooijen, Senne Knaven en Ilse Pluimers[3]

Bondscoach: Gerben de Knegt

## Medailleoverzicht
| Categorie        | Goud                       | Goud   | Zilver        | Zilver | Brons                    | Brons   |
| Mannen           | Mannen                     | Mannen | Mannen        | Mannen | Mannen                   | Mannen  |
| ---------------- | -------------------------- | ------ | ------------- | ------ | ------------------------ | ------- |
| Mannen elite     | Mathieu van der Poel       | 58'22" | Eli Iserbyt   | + 3"   | Laurens Sweeck           | + 20"   |
| Mannen beloften  | Mickaël Crispin            | 46'47" | Timo Kielich  | + 8"   | Antoine Benoist          | + 9"    |
| Jongens junioren | Thibau Nys                 | 41'10" | Jente Michels | + 9"   | Danilo Lillo             | + 1'10" |
| Vrouwen          |                            |        |               |        |                          |         |
| Vrouwen elite    | Yara Kastelijn             | 41'05" | Eva Lechner   | + 12"  | Annemarie Worst          | + 26"   |
| Vrouwen beloften | Ceylin del Carmen Alvarado | 46'23" | Anna Kay      | + 12"  | Marion Norbert-Riberolle | + 1'02" |
| Meisjes junioren | Puck Pieterse              | 37'34" | Olivia Onesti | + 28"  | Shirin van Anrooij       | + 44"   |

## Resultaten

### Mannen elite

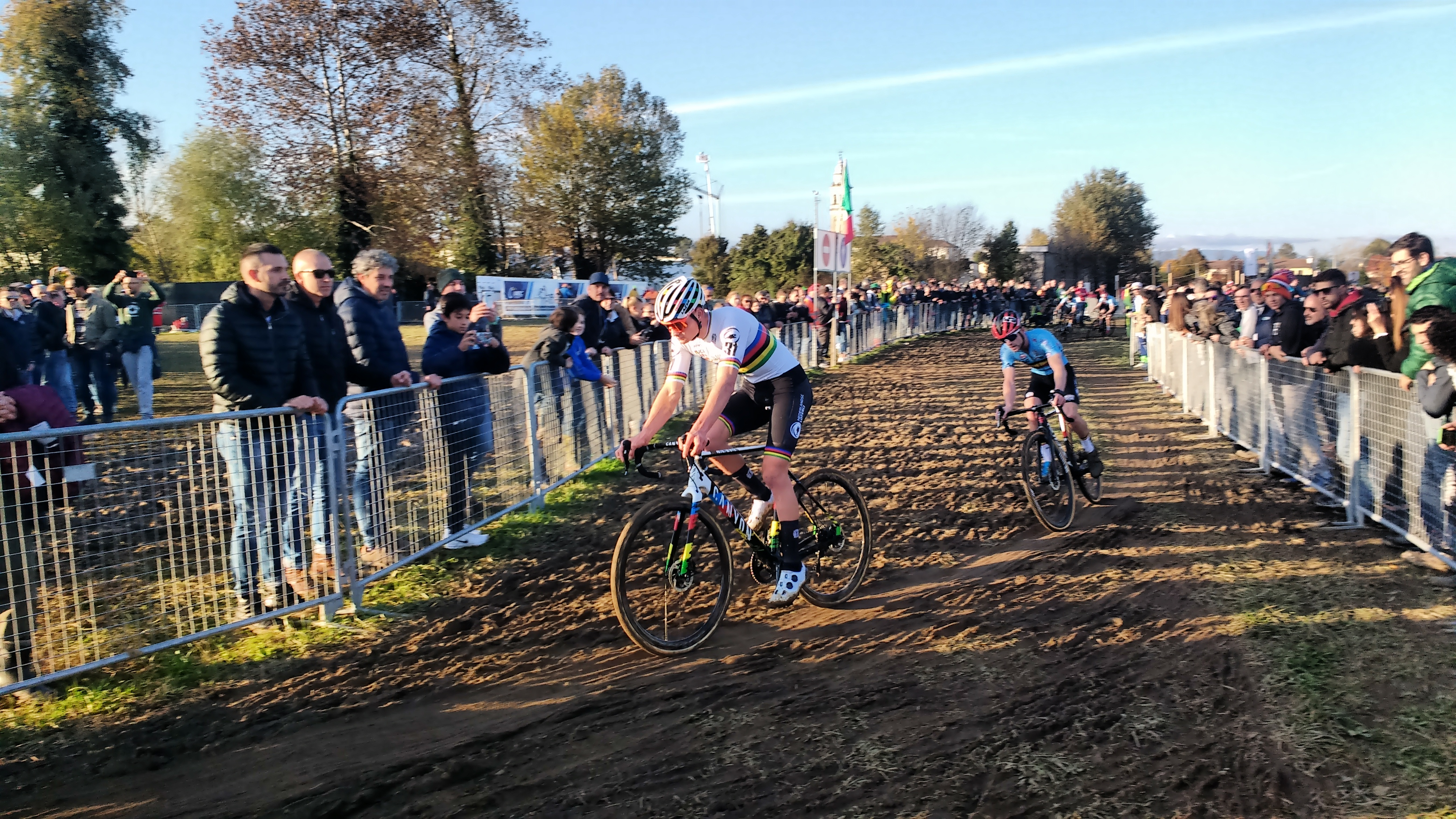
Mathieu van der Poel en Eli Iserbyt in actie

| Plaats                  | Naam                   | Tijd    |
| ----------------------- | ---------------------- | ------- |
| Europeese kampioenstrui | Mathieu van der Poel   | 58'22"  |
| Zilver                  | Eli Iserbyt            | + 3"    |
| Brons                   | Laurens Sweeck         | + 20"   |
| 4                       | Michael Vanthourenhout | + 24"   |
| 5                       | Lars van der Haar      | + 25"   |
| 6                       | Quinten Hermans        | + 38"   |
| 7                       | Toon Aerts             | + 1'01" |
| 8                       | Tom Pidcock            | + 1'10" |
| 9                       | Felipe Orts            | + 1'22" |
| 10                      | Tim Merlier            | + 1'42" |

### Vrouwen elite
| Plaats                  | Naam                | Tijd    |
| ----------------------- | ------------------- | ------- |
| Europeese kampioenstrui | Yara Kastelijn      | 41'05"  |
| Zilver                  | Eva Lechner         | + 12"   |
| Brons                   | Annemarie Worst     | + 26"   |
| 4                       | Maud Kaptheijns     | + 1'09" |
| 5                       | Laura Verdonschot   | + 1'16" |
| 6                       | Sanne Cant          | + 1'23" |
| 7                       | Alice Maria Arzuffi | z.t.    |
| 8                       | Alicia Franck       | + 1'48" |
| 9                       | Loes Sels           | + 1'53" |
| 10                      | Ellen Van Loy       | + 2'11" |

### Mannen beloften
| Plaats                  | Naam             | Tijd    |
| ----------------------- | ---------------- | ------- |
| Europeese kampioenstrui | Mickaël Crispin  | 46'47"  |
| Zilver                  | Timo Kielich     | + 8"    |
| Brons                   | Antoine Benoist  | + 9"    |
| 4                       | Toon Vandenbosch | + 26"   |
| 5                       | Tim van Dijke    | + 42"   |
| 6                       | Andreas Goeman   | + 48"   |
| 7                       | Kevin Kuhn       | + 51"   |
| 8                       | Ryan Kamp        | + 53"   |
| 9                       | Thomas Mein      | + 59"   |
| 10                      | Jarno Bellens    | + 1'03" |

### Vrouwen beloften
| Plaats                  | Naam                       | Tijd    |
| ----------------------- | -------------------------- | ------- |
| Europeese kampioenstrui | Ceylin del Carmen Alvarado | 46'23"  |
| Zilver                  | Anna Kay                   | + 12"   |
| Brons                   | Marion Norbert-Riberolle   | + 1'02" |
| 4                       | Inge van der Heijden       | + 1'31" |
| 5                       | Manon Bakker               | + 1'35" |
| 6                       | Francesca Baroni           | + 3'54" |
| 7                       | Gaia Realini               | + 4'02" |
| 8                       | Blanka Vas                 | + 4'23" |
| 9                       | Harriet Harnden            | + 5'14" |
| 10                      | Noemi Ruegg                | + 5'36" |
|                         |                            |         |
| 13                      | Marthe Truyen              | + 6'33" |

### Jongens junioren
| Plaats                  | Naam                 | Tijd    |
| ----------------------- | -------------------- | ------- |
| Europeese kampioenstrui | Thibau Nys           | 41'10"  |
| Zilver                  | Jente Michels        | + 9"    |
| Brons                   | Danilo Lillo         | + 1'10" |
| 4                       | Jetze Van Campenhout | + 1'26" |
| 5                       | Lennert Belmans      | + 1'30" |
| 6                       | Davide De Pretto     | + 2'02" |
| 7                       | Marco Brenner        | + 2'12" |
| 8                       | Noé Castille         | + 2'15" |
| 9                       | Emiel Verstrynge     | + 2'26" |
| 10                      | Ugo Ananie           | + 2'29" |
|                         |                      |         |
| 14                      | Tibor del Grosso     | + 3'01" |

### Meisjes junioren
| Plaats                  | Naam               | Tijd    |
| ----------------------- | ------------------ | ------- |
| Europeese kampioenstrui | Puck Pieterse      | 37'34"  |
| Zilver                  | Olivia Onesti      | + 28"   |
| Brons                   | Shirin van Anrooij | + 44"   |
| 4                       | Anna Flynn         | + 55"   |
| 5                       | Millie Couzens     | + 1'08" |
| 6                       | Line Burquier      | + 1'44" |
| 7                       | Sofie van Rooijen  | + 2'34" |
| 8                       | Isa Nomden         | + 3'12" |
| 9                       | Aneta Novotná      | + 4'02" |
| 10                      | Clea Seidel        | + 4'20" |

## Medaillespiegel
| Plaats | Land                | Goud | Zilver | Brons | Totaal |
| 1      | Nederland           | 4    | 0      | 2     | 6      |
| 2      | België              | 1    | 3      | 1     | 5      |
| 3      | Frankrijk           | 1    | 1      | 2     | 4      |
| 4      | Verenigd Koninkrijk | 0    | 1      | 0     | 1      |
| 4      | Italië              | 0    | 1      | 0     | 1      |
| 6      | Zwitserland         | 0    | 0      | 1     | 1      |
| Totaal | Totaal              | 6    | 6      | 6     | 18     |

## Reglementen

### Landenquota
Nationale federaties mochten per categorie het volgende aantal deelnemers inschrijven:
- 8 rijders + 4 reserve rijders

### Startvolgorde
De startvolgorde per categorie was als volgt:
1. Meest recente UCI ranking veldrijden
2. Niet gerangschikte renners: per land in rotatie (o.b.v. het landenklassement van het laatste WK). De startvolgorde van niet gerangschikte renners binnen een team werd bepaald door de nationale federatie.

### Prijzengeld
In onderstaande tabel vindt u de verdeling van het prijzengeld per categorie:
| Pos.   | Mannen elite | Vrouwen elite | Mannen U23 | Vrouwen U23 | Jongens junioren | Meisjes junioren |
| ------ | ------------ | ------------- | ---------- | ----------- | ---------------- | ---------------- |
| 1.     | € 1.400      | € 1.400       | € 700      | € 700       | € 350            | € 350            |
| 2.     | € 800        | € 800         | € 400      | € 400       | € 200            | € 200            |
| 3.     | € 600        | € 600         | € 300      | € 300       | € 150            | € 150            |
| Totaal | € 2.800      | € 2.800       | € 1.400    | € 1.400     | € 700            | € 700            |

## Uitzendschema
| Land       | Zender                                             | Datum              | Tijd          | Categorie               |
| ---------- | -------------------------------------------------- | ------------------ | ------------- | ----------------------- |
| Europa     | Eurosport 1 & Eurosport Player (digitaal platform) | Zondag 10 november | 13:40 - 15:10 | Vrouwen elite (live)    |
| Europa     | Eurosport 1 & Eurosport Player (digitaal platform) | Zondag 10 november | 15:10 - 16:30 | Mannen elite (live)     |
| België     | Eén (Sporza)                                       | Zondag 10 november | 13:40 - 15:10 | Vrouwen elite (live)    |
| België     | Eén (Sporza)                                       | Zondag 10 november | 15:10 - 16:40 | Mannen elite (live)     |
| Denemarken | TV 2 Sport & TV 2 Play (digitaal platform)         | Zondag 10 november | 10:55 - 12:15 | Vrouwen beloften (live) |
| Denemarken | TV 2 Sport & TV 2 Play (digitaal platform)         | Zondag 10 november | 12:15 - 13:40 | Mannen beloften (live)  |
| Denemarken | TV 2 Sport & TV 2 Play (digitaal platform)         | Zondag 10 november | 13:40 - 15:10 | Vrouwen elite (live)    |
| Denemarken | TV 2 Sport & TV 2 Play (digitaal platform)         | Zondag 10 november | 15:10 - 16:40 | Mannen elite (live)     |
| Italië     | Rai Sport & Rai Play (digitaal platform)           | Zondag 10 november | 10:55 - 12:15 | Vrouwen beloften (live) |
| Italië     | Rai Sport & Rai Play (digitaal platform)           | Zondag 10 november | 12:15 - 13:50 | Mannen beloften (live)  |
| Italië     | Rai Sport & Rai Play (digitaal platform)           | Zondag 10 november | 13:50 - 15:20 | Vrouwen elite (live)    |
| Italië     | Rai Sport & Rai Play (digitaal platform)           | Zondag 10 november | 15:20 - 16:40 | Mannen elite (live)     |
| Nederland  | NPO 1 (NOS)                                        | Zondag 10 november | 13:50 - 15:20 | Vrouwen elite (live)    |
| Nederland  | NPO 1 (NOS)                                        | Zondag 10 november | 15:20 - 16:50 | Mannen elite (live)     |